# كلفن ميلور
كلفن ميلور (بالإنجليزية: Kelvin Mellor) (25 يناير 1991 في المملكة المتحدة - ) هو لاعب كرة قدم بريطاني في مركزي الوسط والدفاع. لعب مع آي بي في ونادي بليموث أرجايل ونادي كرو ألكساندرا وNantwich Town F.C. ‏ وستافورد رينجرز وليك تاون ‏ وNewcastle Town F.C. ‏.

## وصلات خارجية
- كلفن ميلور على موقع قاعدة بيانات كرة القدم.إي يو (الإنجليزية)
- كلفن ميلور على موقع Soccerbase.com (لاعب) (الإنجليزية)